# Château de Peñíscola
 (juillet 2024).
Si vous disposez d'ouvrages ou d'articles de référence ou si vous connaissez des sites web de qualité traitant du thème abordé ici, merci de compléter l'article en donnant les références utiles à sa vérifiabilité et en les liant à la section « Notes et références ».
Le château de Peñíscola (Province de Castellón, Espagne) est une forteresse du royaume de Valence, en Espagne. Il est situé sur la partie la plus élevée du rocher qui domine la cité, atteignant une hauteur de 64 m au-dessus du niveau de la mer. Son périmètre est d'environ 230 m et il a une hauteur moyenne de 20 m. Les Templiers ont construit cet ouvrage sur les restes de l'ancien alcazar arabe entre 1294 et 1307.

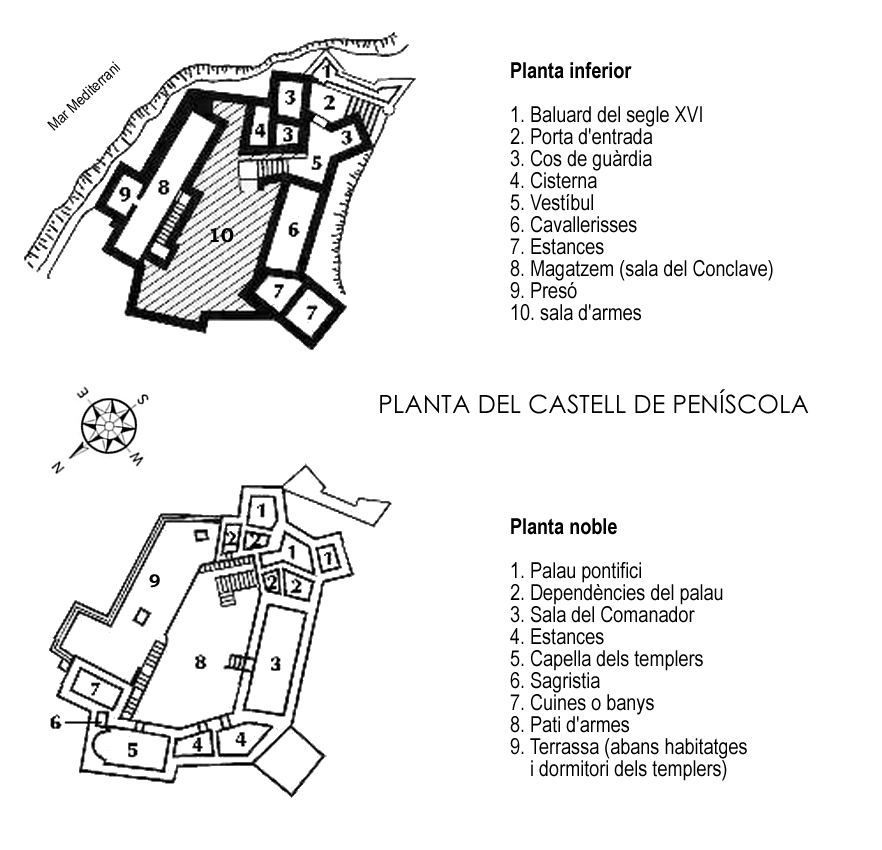

| Rez-de-chaussée     | Premier étage                            |
| ------------------- | ---------------------------------------- |
| 1 Bastion du XVI    | 1 Palais Pontifical                      |
| 2 Porte d'entrée    | 2 Dépendances                            |
| 3 Corps de garde    | 3 Salle du Commandeur                    |
| 4 Citerne           | 4 Chambres                               |
| 5 Vestibule         | 5 Chapelle des templiers                 |
| 6 Écuries           | 6 Sacristie                              |
| 7 Chambres          | 7 Cuisine ou bain                        |
| 8 Salle du conclave | 8 Place d'armes                          |
| 9 Prison            | 9 Terrasse (avant dortoir des templiers) |
| 10 Salle d'armes    |                                          |

## Histoire
La réputation du château arabe d'être inexpugnable est confirmée par l'échec de Jacques Ier devant ses murs en 1225. Durant la conquête de Valence, Jacques Ier a simplement évité la forteresse, qui a fini par se rendre à lui par un pacte de capitulation en 1233. Le 27 août 1294, frère Bérenger de Cardona, qui était le maître de l'Ordre du Temple pour la province d'Aragon et de Catalogne convient avec Jacques II d'Aragon l'échange de la ville de Tortosa contre les châteaux de Peñíscola, Ares, Coves et autres lieux. Le maître de l'ordre, Jacques de Molay alors en déplacement en Occident, paraphe l'acte. Cette transaction a été faite dans le contexte de la Reconquista. 

### Château templier
C'est donc entre 1294 et 1307 que fut construit l'actuel château templier sur les restes de l'alcazar arabe. Les promoteurs furent le frère Bérenger de Cardona, et le frère Arnauld de Banyuls qui était le commandeur de Peñíscola. Leurs deux écus se retrouvent sculptés sur une frise au-dessus de la porte d'entrée du château ainsi qu'au-dessus de la porte de la chapelle. 
Le château de Peñíscola répond à un modèle de forteresse-couvent créé en Terre sainte et diffusé dans les pays de l'antique Couronne d'Aragon par l'ordre du Temple, qui l'avait déjà essayé sur le château de Miravet au milieu du XIIe siècle. Après la dissolution de l'Ordre du Temple, fut créé en Espagne en 1317, l'Ordre de Montesa pour protéger les terres chrétiennes. Le château de Peñíscola, ainsi que toutes les autres possessions du Temple dans la région du Levant, furent confiés à ce nouvel ordre.

### Résidence papale

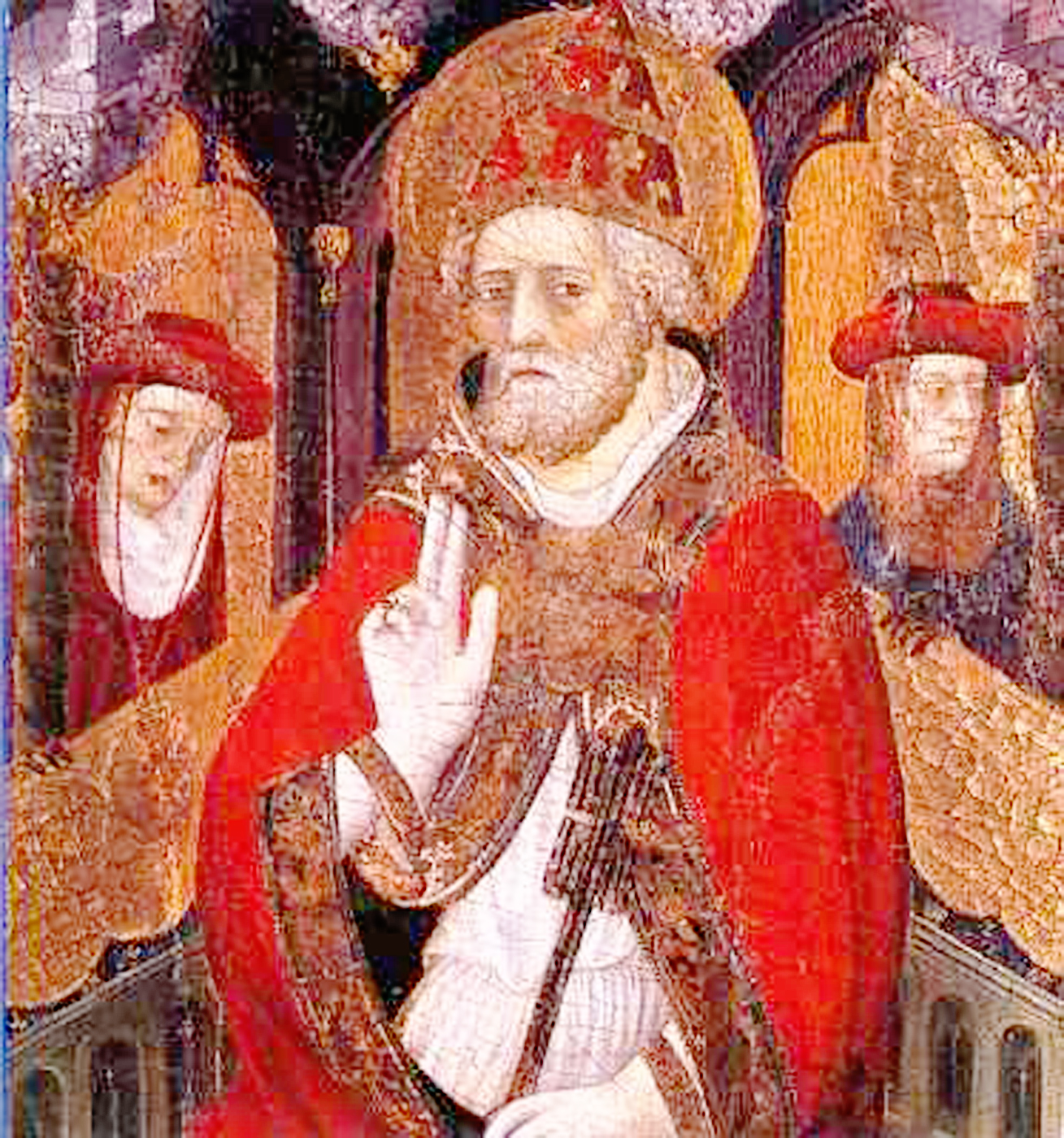
Benoît XIII représenté comme saint Père sur un retable du XVe siècle

Mais c'est dans les premières décennies du XVe siècle que le château de Peñíscola a accueilli son hôte le plus célèbre qui lui a donné sa plus grande réputation. C'est lui qui a transformé ce petit point fortifié de la côte valencienne en un des sièges pontificaux de la chrétienté occidentale durant près de vingt ans. Durant le Grand Schisme d'Occident, Benoît XIII (l'aragonais Pero Martines de Luna, connu comme le Pape Luna) a été forcé d'abandonner Avignon et est allé vivre dans différentes localités de la Couronne d'Aragon avant d'être reçu par Peñíscola et son château appartenant alors de l'ordre de Montesa. À la fin de 1411, Benoît XIII s'y est installé définitivement avec sa petite cour. Le château, sous la protection de Montesa, lui a offert provisoirement une sécurité suffisante et une situation géographique qui lui rendait toujours possible la route maritime vers Rome. Benoît XIII est demeuré dans ce refuge jusqu'à sa mort en 1423, en défendant opiniâtrement sa primauté spirituelle, qui après sa déposition et excommunication par le concile de Constance (1414), était cependant reconnue par quelques diocèses français et castillans.
Le nouveau siège pontifical va attirer un grand nombre d'artistes et artisans qui ont travaillé à lui donner la magnificence adéquate. Durant cette période, le château a été transformé, avec la construction, à l'étage noble, d'un palais résidentiel pour le pontife, palais qui a contenu une importante bibliothèque dont les restes sont conservés actuellement surtout à la Bibliothèque Vaticane et à la Bibliothèque nationale de France à Paris. Est également dû à Benoît XIII le portail de Sant Pere (1414), dans le secteur sud des murailles du village (l'unique secteur médiéval qui a été conservé), ouvrage touchant la mer et conçu comme un embarcadère pour le pape ―dont il porte les armes― et qui a été utilisé à cet usage jusqu'à la fin du XVIIIe siècle, moment où il a été fermé pour des raisons militaires.
À la mort de Benoît XIII, et suivant ses instructions, les cardinaux de sa cour choisirent pour successeur Clément VIII, qui y demeura jusqu'à son abdication, en 1429, mettant fin ainsi au schisme. Le village et le château ont été cédés à la couronne, qui en 1441 le restitua à l'ordre de Montesa en échange de 150 000 sous, mais en 1488, ils entrèrent définitivement dans le domaine royal.

### Fidélissime
Durant les Germanías (1519-1521), le vice-roi de Valence, Diego Hurtado de Mendoza, et les forces royalistes se sont réfugiés dans Peñíscola. Pour cette raison, le vice-roi a concédé à la cité le titre de Fidelíssima (1522) et a accordé le pardon aux agermanats locaux au nom de Charles Quint (1525). 
Pendant le XVIe siècle, la couronne a procédé à la modernisation des murailles de Peñíscola pour les rendre aptes au combat d'artillerie et renforcer les défenses du château et de la localité soumis alors aux attaques croissantes des pirates barbaresques. Philippe II d'Espagne a chargé du projet l'ingénieur militaire italien à son service Giovanni Battista Antonelli. Ces imposantes murailles, achevées en 1578, protégeaient le village du côté du tombolo, l'unique accès au rocher.
Entre 1705 et 1707, pendant la Guerre de Succession d'Espagne, Peñíscola est resté fidèle à Philippe V d'Espagne. Les partisans valenciens de Philippe se sont réfugiés derrière les fortifications et ont réussi à repousser la très dure attaque des forces de l'Archiduc Charles VI. Cette action lui a valu le titre de Molt Noble, Molt Lleial i Fidelíssima Ciutat et l'addition de deux fleurs de lis sur son écu, entre autres privilèges. Comme action de grâce, le commandant de la place a fait construire entre 1708 et 1714 l'actuel édifice du sanctuaire de la Mare de Déu de l'Ermitana adossé à la tour Nord du château qui, au niveau supérieur, est occupée par la chapelle des templiers.
En 1812, lors de la Guerre d'indépendance espagnole, Peñíscola a été occupée par les Français, qui devront l'abandonner en 1814 après un violent bombardement naval espagnol qui a rasé pratiquement toutes les maisons du village et détruit une partie du château. Après les guerres carlistes, et avec l'apparition de nouvelles armes à feu beaucoup plus puissantes, le château et la ville fortifiée vont perdre toute importance militaire et l'armée espagnole délaisse la place en 1890.

## Situation actuelle
Le château de Peñiscola a un plan heptagonal, inscrit dans un carré. Il est renforcé par des tours quadrangulaires sur cinq de ses côtés, celles qui sont au nord étant plus grandes et fortes. Il est construit dans un style roman de transition, avec les espaces couverts par des voûtes en plein cintre souvent légèrement brisées, et avec des pierres très bien taillées. La porte d'accès est située au sud, entre deux tours; au-dessus de la porte, il y a une frise avec les écus héraldiques de l'ordre du Temple et de ses dirigeants qui ont commencé la construction (la frise est répétée au-dessus de la porte de la chapelle). Devant la porte originelle du château, il y a un petit bastion construit au XVIe siècle.
L'ensemble intérieur est disposé sur deux étages. L'étage inférieur a différentes pièces à usage militaire distribuées autour d'un espace central couvert (la place d'armes est à l'étage supérieur): dépendances pour le corps de garde, citerne, cavalerie, cellier, habitations, magasin (appelé salle du Conclave), prison et salle d'armes. L'étage noble, modifié au temps du Pape Luna pour convertir le complexe en un château-palais résidentiel, comprend le palais pontifical, la salle dite du Commandeur, la chapelle des templiers et les cuisines ou bains, constructions réparties au Nord et à l'Ouest des murs de la forteresse et autour d'une vaste place d'armes qui actuellement s'ouvre vers l'Est par une grande terrasse. Ont disparu les anciennes habitations et dortoirs des templiers détruits en 1814. La flotte espagnole en bombardant le château occupé par les troupes de Napoléon Ier, a fait exploser la poudrière. Le dortoir est remplacé aujourd'hui par la terrasse côté mer. Le palais pontifical proprement dit est situé à l'extrême Sud-Ouest de la place et conserve différentes pièces, dont la supposée pièce d'étude ou bibliothèque papale, sur la porte de laquelle on trouve l'écu du pontife. Sur la place d'armes, devant la salle du Commandeur et devant la chapelle, il devait y avoir une galerie couverte, probablement en bois, dont il ne reste plus que les traces des poutres dans les murs. À l'extérieur du mur oriental, un escalier taillé dans la roche permettait d'embarquer et de débarquer. Il existe tout un riche ensemble de légendes sur la résidence papale et cet escalier.
En 2007 a été placée une statue de bronze de Sergio Blanco qui représente Benoît XIII dominant l'entrée du monument, et un an plus tard, en 2008, le château de Peñiscola a été un des finalistes des « set meravelles valencianes » dans le domaine des ensembles historico-artistiques.

## Possessions
Dans cette région côtière, les Templiers possédaient des marais salants.

## Commandeurs
- Arnauld de Banyuls en 1294. Il fut le premier commandeur de Peñíscola[réf. souhaitée].
- Ramon Saguàrdia (Raymond de Gardia) de juillet 1295 à mars 1298[2]. Commandeur du Mas Deu (1292-1294, 1303-1310)[3]
- Bernard de Tous, en juin 1298[2].
- Bernard de Fuentes, à une date non précisée. A été commandeur de Corbins (1294, 1301-1303) et de Majorque (1299, 1304)[2]
- Arnauld de Banyuls, décembre 1298 à février 1307. Dernier commandeur de Gardeny (1307-1308)[2]
- Pierre de Saint Just en 1307[2]. Il est le dernier commandeur de Peñíscola dont il s'enfuit le 1er décembre 1307. Il est cependant arrêté quelque temps plus tard. Il a été successivement commandeur de Villel (1292-1294), de Grañena (1295-1296), de Saragosse (1296), de Corbins (1299-1300) et de Majorque (1300-1301)[4].

## Galerie

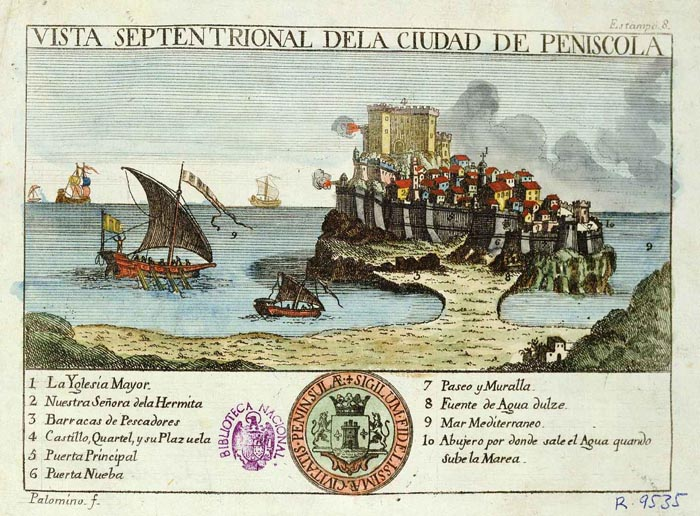
Dessin de Juan Fernando Palomino, publié dans l'Atlante español, ou Descripción general de todo el reyno de España, de Bernat Espinalt i Garcia, en 1786
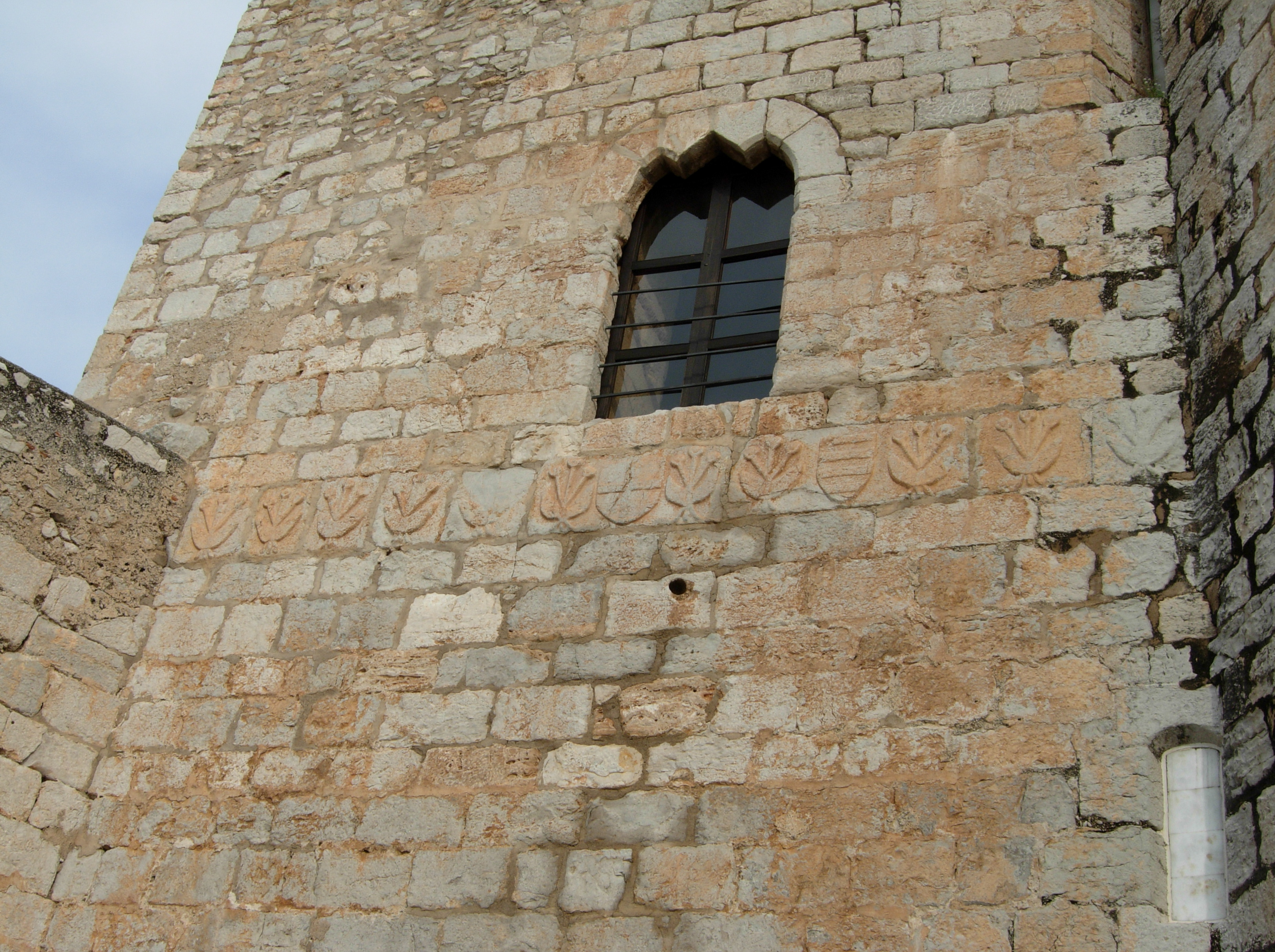
Frise des armes de Bérenger de Cardona et de Arnauld de Banyuls.
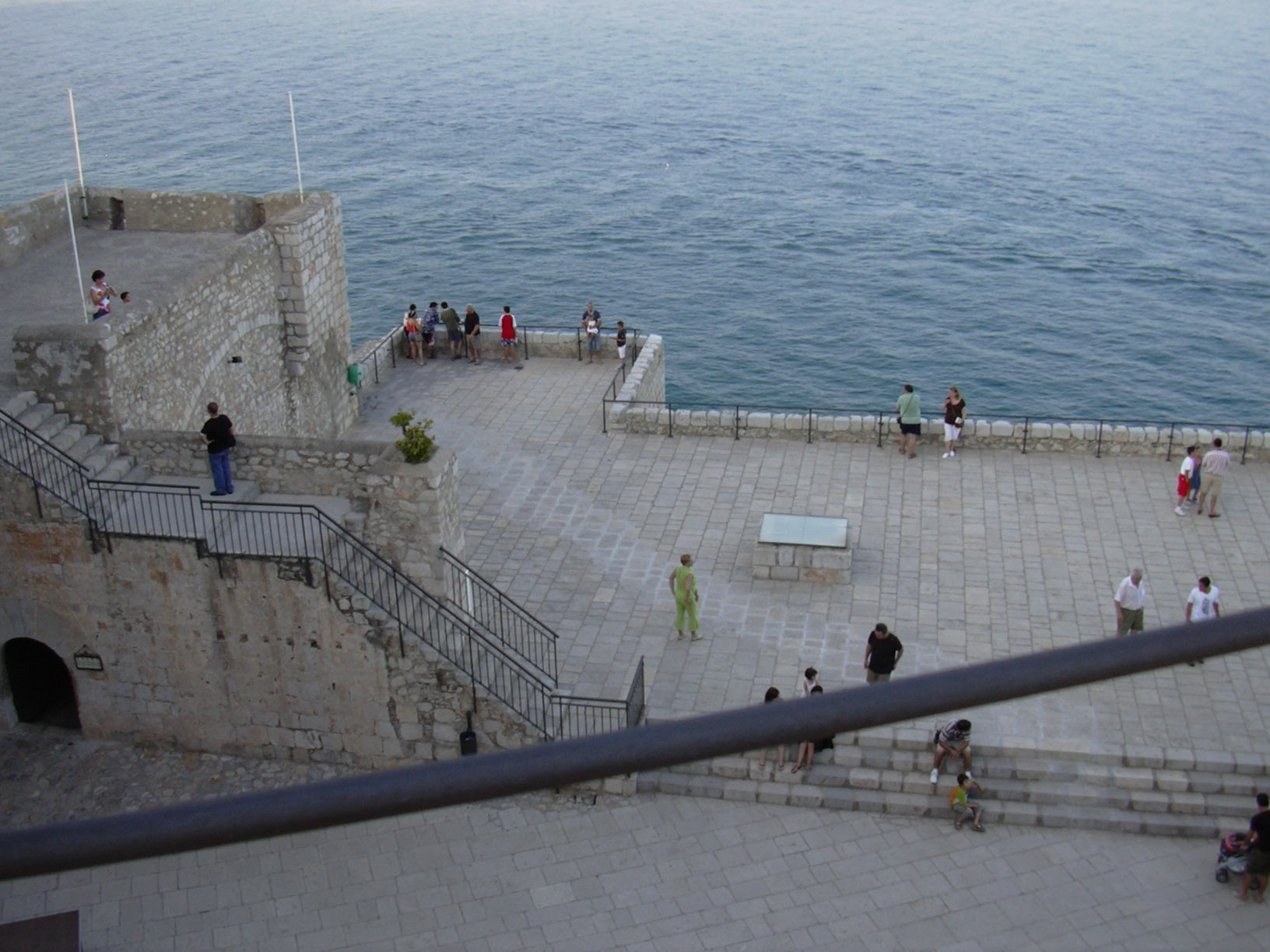
Place d'armes.
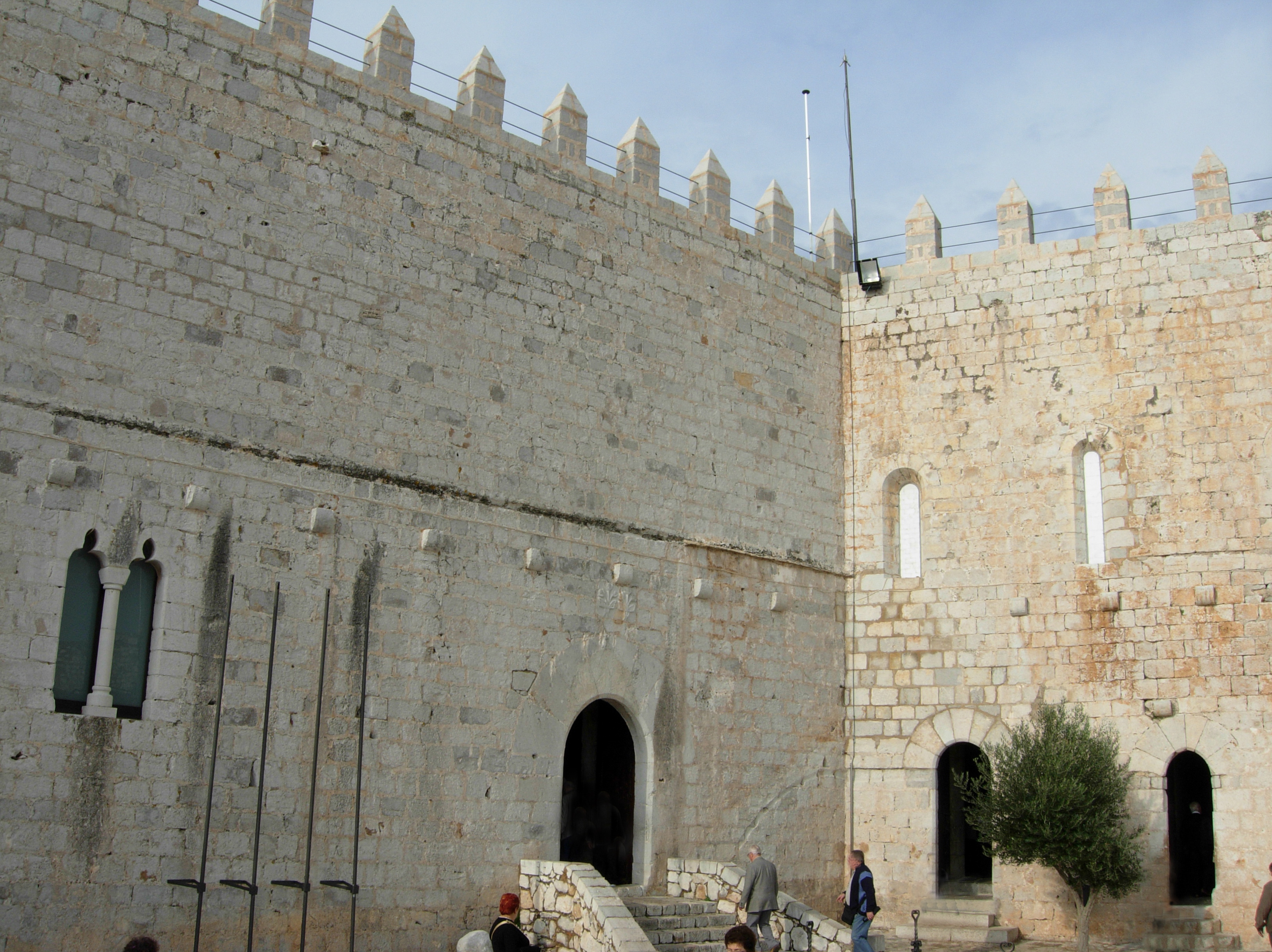
Entrée de la salle du commandeur.
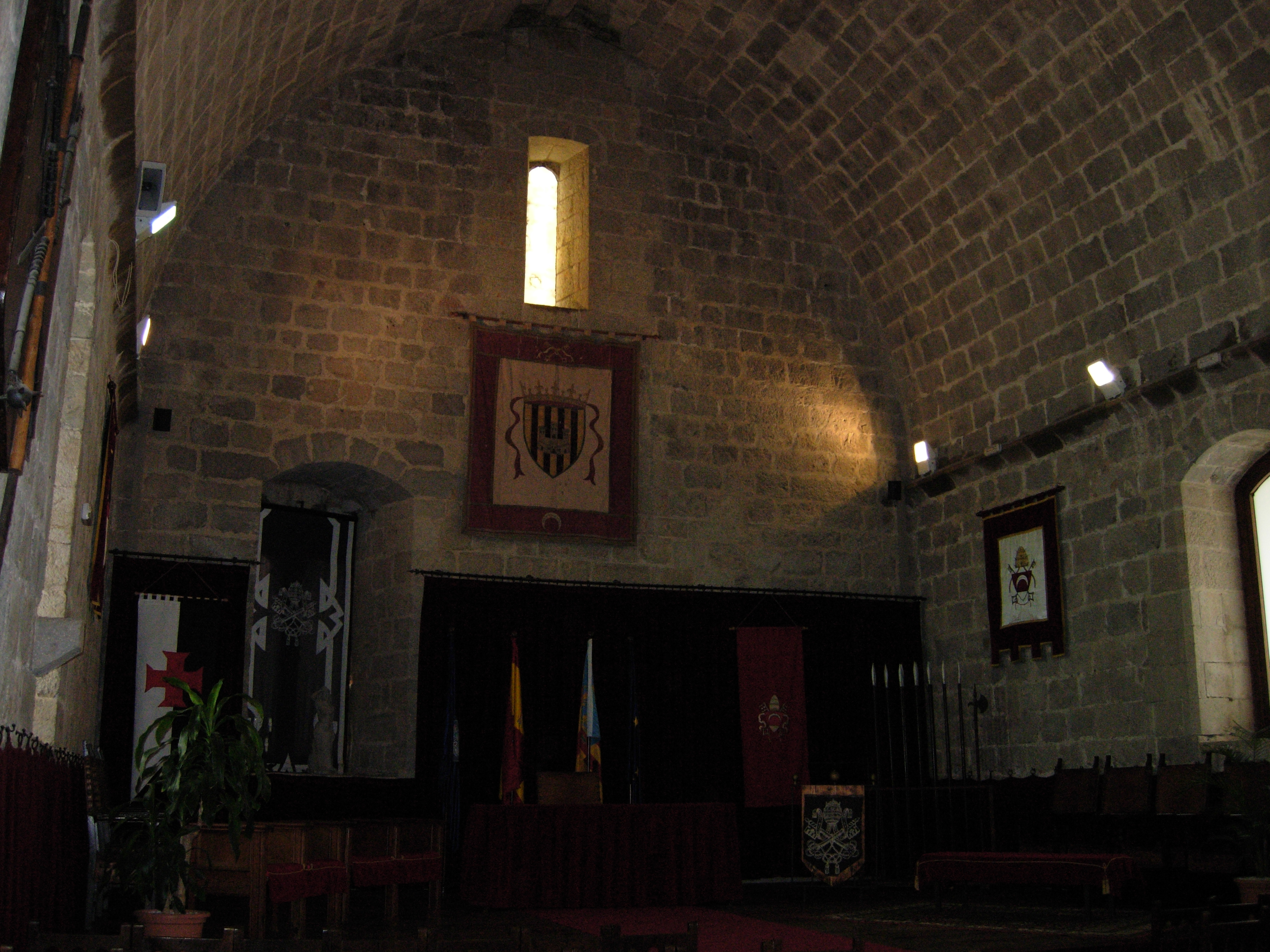
Salle du commandeur.
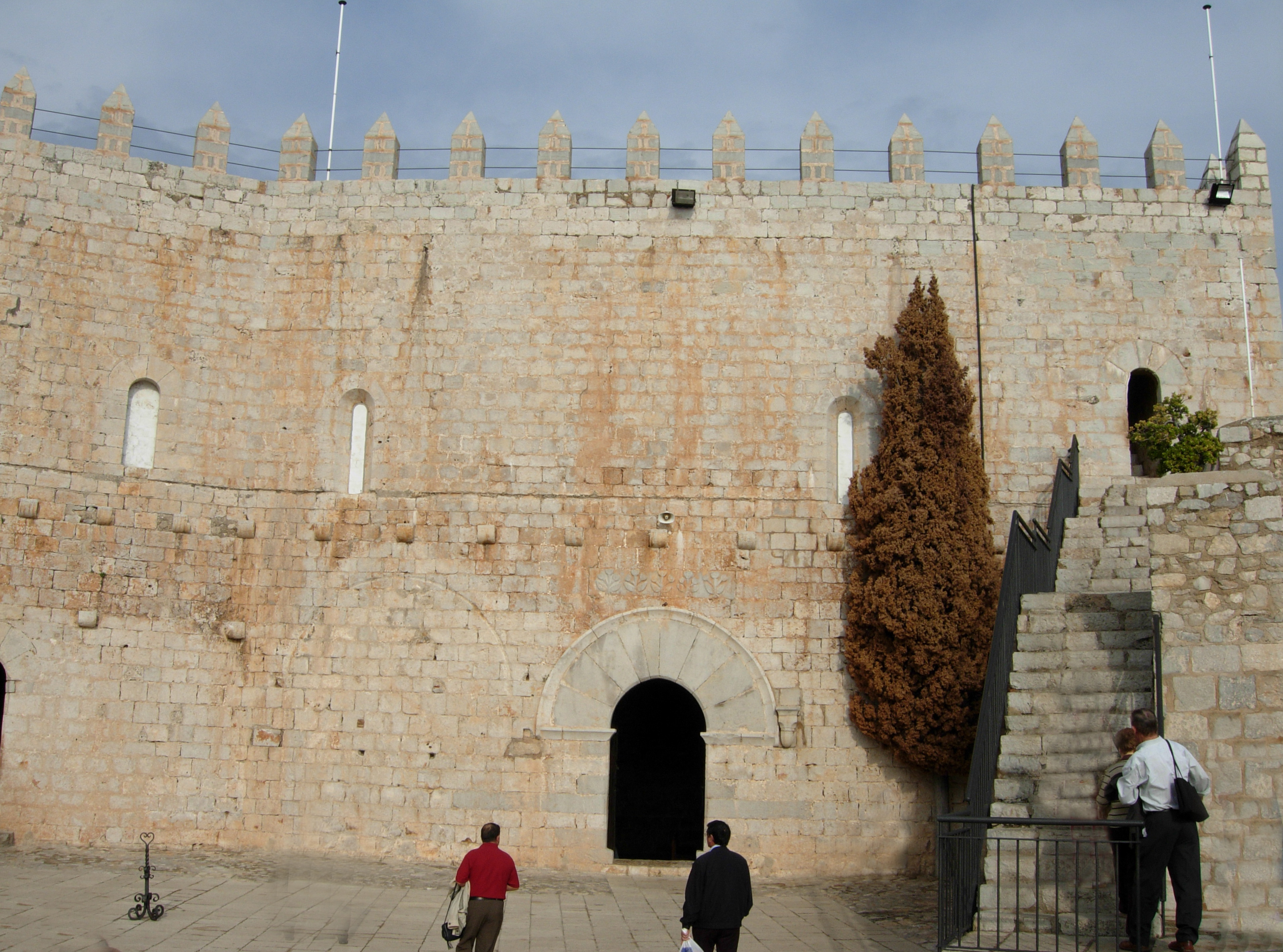
Chapelle - entrée.
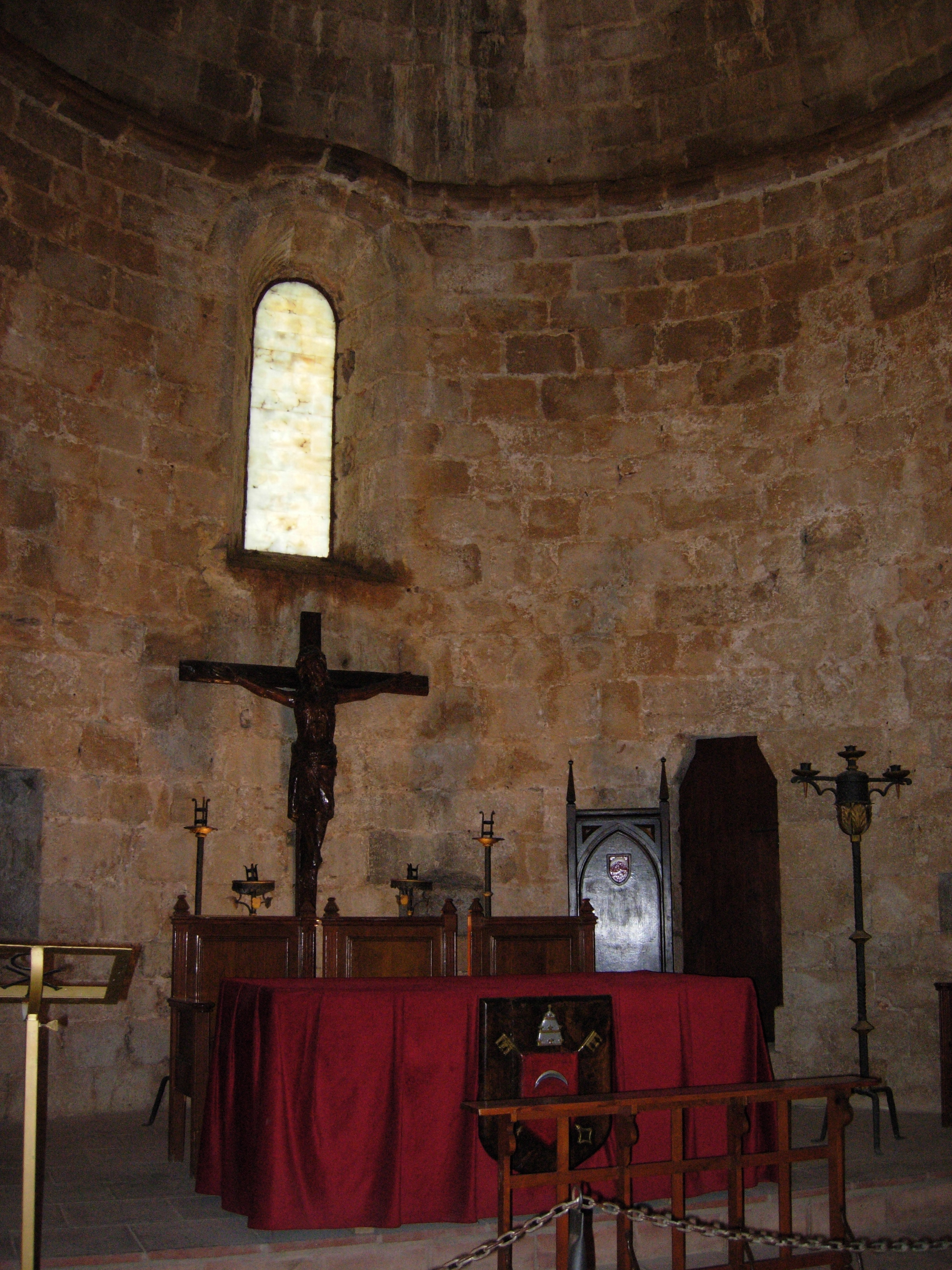
Chapelle.
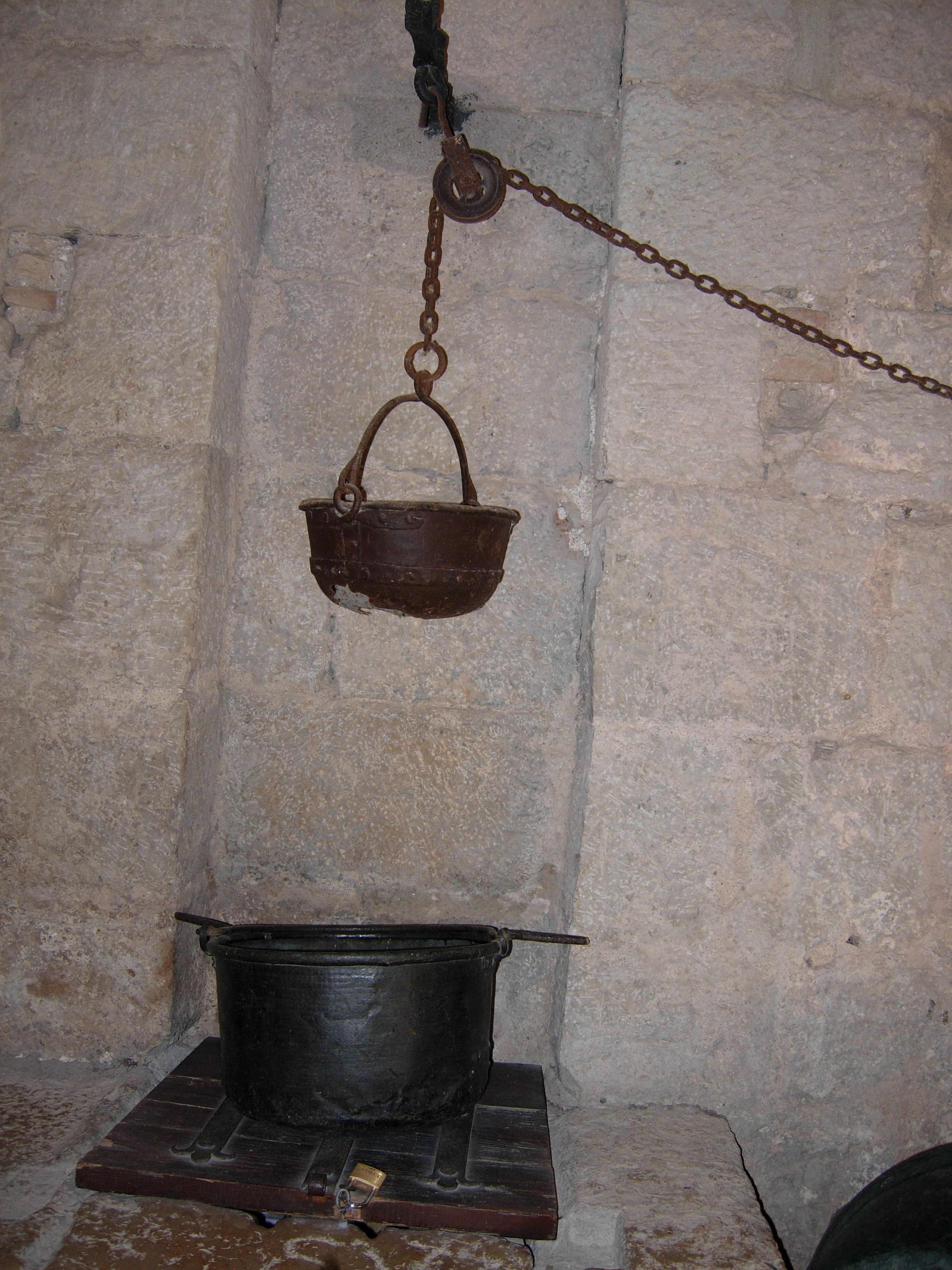
Puits intérieur.
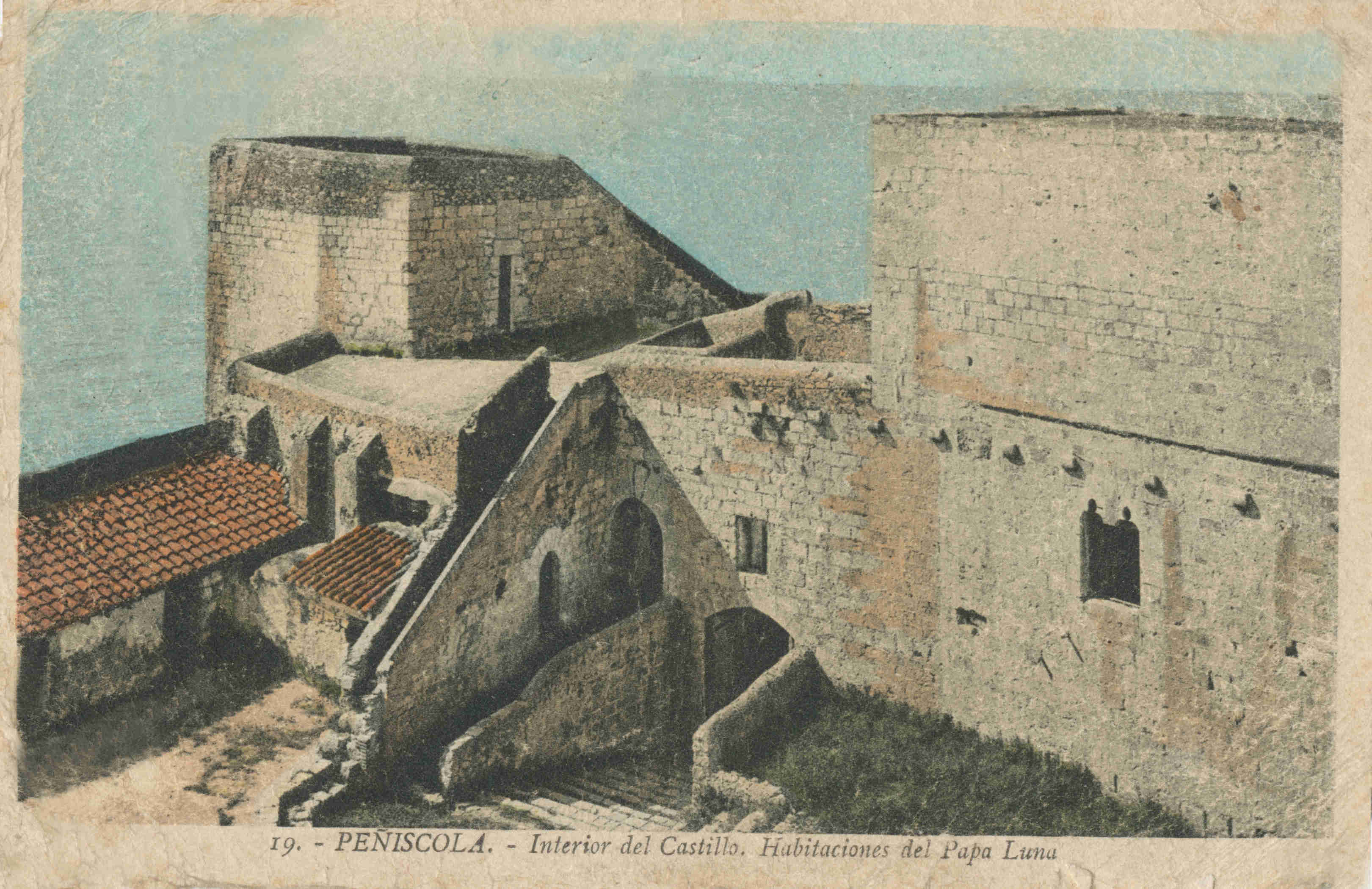
Château vers 1930.
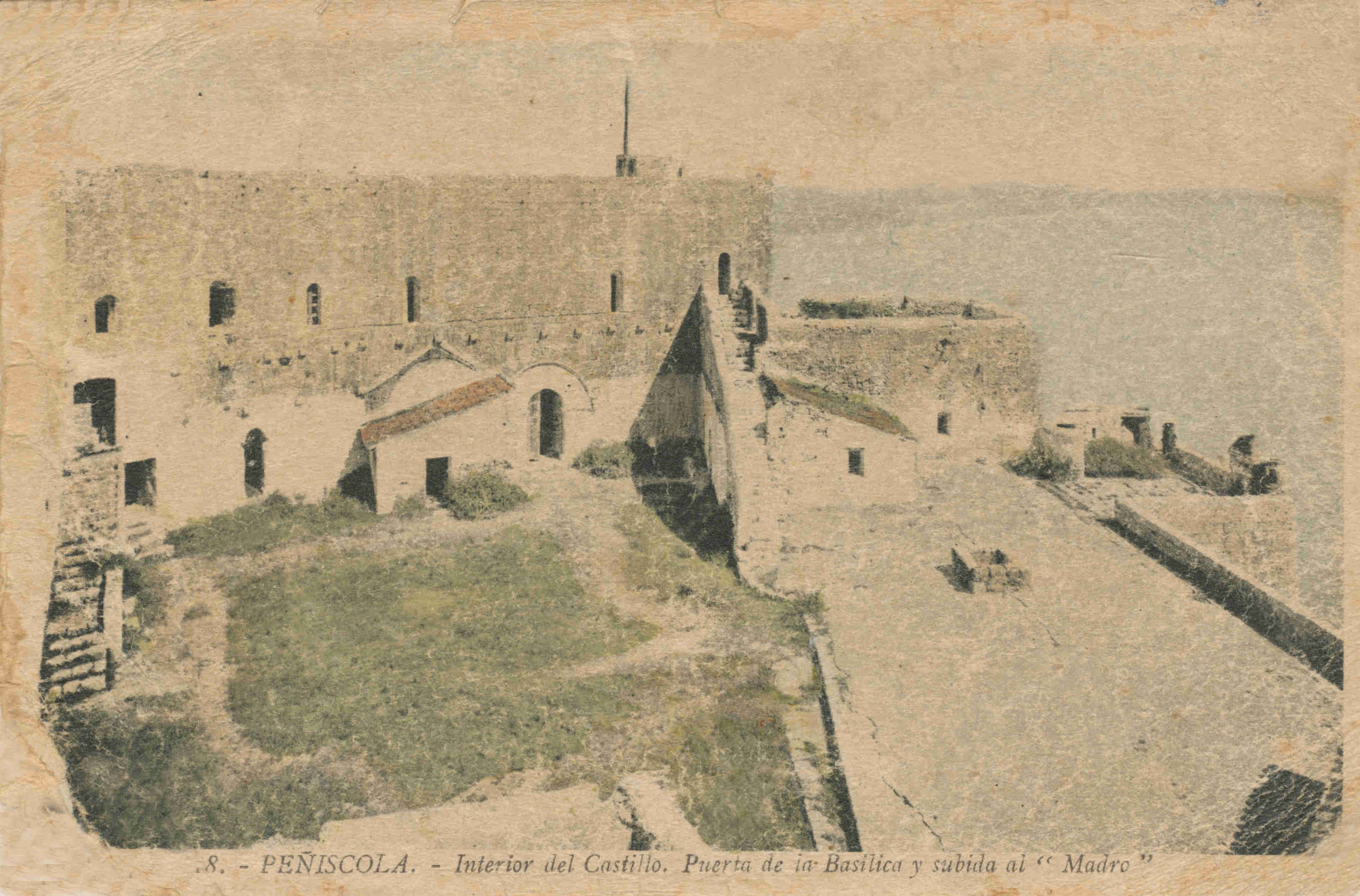
Château vers 1930.
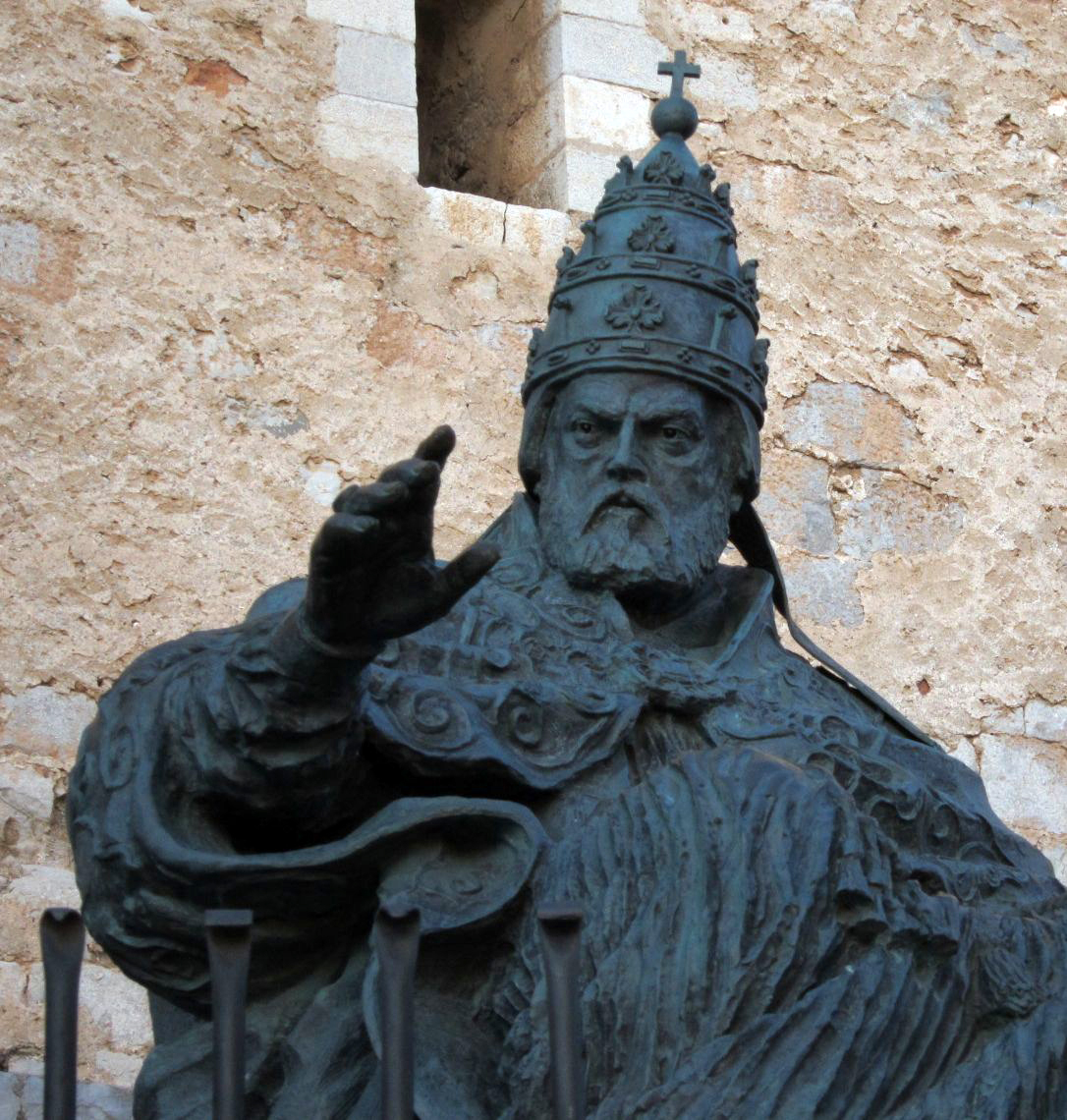
Statue de Benoît XIII de Sergio Blanco Rivas.

## Classement
Le Château de Peñíscola est classé Béns d'Interés Cultural / Bienes de Interés Cultural (code 12.03.089-004) depuis le 3 juin 1931.
- Fiche de la Dirección General de Patrimonio Cultural